# Гудилин, Владимир Евгеньевич
Владимир Евгеньевич Гудилин (8 апреля 1938 — 29 октября 2015) — военный деятель, руководитель подготовки и пуска ракеты-носителя «Энергия», ракетно-космической транспортной системы «Энергия-Буран», доктор технических наук. Заслуженный испытатель космической техники, почётный радист СССР, почётный гражданин Байконура, академик Российской академии космонавтики им. К. Э. Циолковского, генерал-майор запаса.

## Биография

### Ранние годы
Родился 8 апреля 1938 года в селе Тюбук Каслинского района Челябинской области в семье крестьянина Евгения Алексеевича Гудилина. Был старшим ребёнком в семье. До седьмого класса учился в Тюбуке. Затем продолжил обучение в средней школе № 1 города Касли Челябинской области. Во время обучения в школе работал токарем на Тюбукской машинно-тракторной станции и помощником комбайнёра. В 1955 году окончил 10 классов школы и подал документы для поступления в военно-морское училище.

### Служба в Военно-Морском флоте
В июле 1955 года поступил на специальный факультет (с 1988 года получил открытое наименование — факультет ядерных энергетических установок) Высшего военно-морского инженерного ордена Ленина училища им. Ф. Э. Дзержинского в Ленинграде. В училище был старшиной роты, имел звание главный корабельный старшина.
В сентябре 1960 года с отличием окончил училище с присвоением воинского звания лейтенант-инженер. Был назначен командиром 3-й группы 1-го дивизиона электро-механической боевой части (БЧ-5) атомной подводной лодки К-5 206-й отдельной бригады подводных лодок подводных сил Северного флота с местом базирования в Западной Лице. Участвовал в боевом патрулировании атомных ракетных подводных лодок в Северном Ледовитом и Атлантическом океанах в районе Азорских островов.
В декабре 1964 года был назначен командиром 1-го дивизиона движения БЧ-5 подводной лодки К-5, в это время уже перечисленной в состав 3-й дивизии 1-й флотилии подводных лодок Северного флота, в феврале 1965 года — в составе 31-й дивизии 12-й эскадры подводных лодок Северного флота. Вспоминая о своей службе на флоте, Гудилин писал в мемуарах: «Я имел честь служить на флоте, когда шло освоение и становление атомных подводных ракетоносцев».

### Служба на космодроме Байконур
В 1966 году капитан-лейтенант Гудилин был переведён с Северного флота для дальнейшего прохождения службы в Научно-исследовательский испытательный полигон № 5 Министерства обороны СССР на космодром Байконур. 25 августа назначен начальником лаборатории № 2 систем управления ядерными энергетическими установками космических аппаратов (ЯЭУ КА) 8-го отдела 5-го Научно-испытательного управления (в/ч № 95829). В 1972 году назначен начальником 8-го отдела испытаний ЯЭУ КА 5-го Научно-исследовательского управления, в 1974 году — начальником 6-го отдела 5-го НИУ космодрома.
В 1977 году присвоено звание — капитан 1 ранга—инженер. В 1978 году был назначен начальником 12-го отдела 4-го НИУ космодрома.
Без отрыва от службы окончил адъюнктуру в Военно-космической академии имени А. Ф. Можайского, в 1979 году по результатам стендовых испытаний ядерно-энергетических установок космических аппаратов защитил диссертацию на соискание степень кандидата технических наук.
В 1979 году назначен заместителем начальника 4-го НИУ космодрома Байконур по морской тематике. Участвовал в разработке и испытаниях системы глобальной спутниковой морской космической разведки и целеуказания силами Военно-морского флота — МКРЦ «Легенда», позволявшей до 2006 года отслеживать и прогнозировать тактическую обстановку в мировом океане и передавать информацию в реальном времени на корабли, подводные лодки и наземные пункты. За высокие результаты продемонстрированные МКРЦ «Легенда» на боевом дежурстве во время войны между Великобританией и Аргентиной за Фолклендские острова 12 февраля 1986 года Гудилин был награждён орденом Красной Звезды.
С 1982 года — начальник 6-го НИУ многоразовых космических систем. 18 февраля 1982 года присвоено звание генерал-майор. 15 мая 1987 года руководил боевым расчётом во время подготовки и проведении первого пуска ракеты-носителя сверхтяжёлого класса «Энергия» с экспериментальной нагрузкой — спутником «Полюс».
Руководил и принимал непосредственное участие в работах по подготовке и проведению первых пусков ракеты-носителя «Энергия», многоразовой транспортной космической системы (МТКС) «Энергия-Буран». Организовывал и проводил автономные и комплексные испытания, в том числе с использованием самолётов-лабораторий Ту-134 и самолёта-имитатора орбитального корабля Ту-154, проводил наземные испытания ракеты-носителя «Энергия», обеспечивал безопасность на всех этапах полигонных работ при подготовке к пускам. Был командиром боевого расчёта («стреляющим») пуска МТКК «Энергия-Буран». Первый и единственный космический полёт «Бурана» был произведён 15 ноября 1988 года. Космический корабль был запущен с космодрома Байконур при помощи ракеты-носителя «Энергия». За заслуги в создании и проведении испытаний многоразовой космической системы «Энергия — Буран» генерал-майор В. Е. Гудилин 30 декабря 1990 года был награждён орденом Ленина.
В марте 1989 года был назначен заместителем начальника 50-го Центрального научно-исследовательского института Министерства обороны СССР по научной работе в городе Юбилейный (ныне — микрорайон в составе города Королёва) Московской области.
29 июня 1993 года генерал-майор Гудилин был уволен в запас. В 1994 году защитил докторскую диссертацию. В 1996 году в соавторстве с Л. И. Слабким создал фундаментальный, энциклопедический труд — «Ракетно-космические системы (История. Развитие. Перспективы)».
В последующие годы работал в Ракетно-космической корпорации «Энергия» имени С. П. Королёва — старшим научным сотрудником, главным специалистом в испытательном отделении средств выведения, с 1997 года — главным технологом, советником руководителя предприятия. Был членом Научно-технических советов, кандидатского и докторского диссертационных учёных советов в РКК «Энергия» и 4 ЦНИИ Минобороны России. Принимал непосредственное участие в работах по проекту «Морской старт» («Sea Launch»).
Являлся заместителем председателя Межрегиональной общественной организации ветеранов «Байконура», председателем Координационного совета ветеранов космоса города Королёва.
Был избран Академиком, действительным членом Российской академии космонавтики им. К. Э. Циолковского.
Умер 29 октября 2015 года в городе Юбилейный (Королёв) и был похоронен на Невзоровском кладбище в городе Ивантеевка.

## Награды и почётные звания
- Орден Ленина (30 декабря 1990 года)[4];
- Орден Красной Звезды (12 февраля 1986 года)[4];
- Орден «За службу Родине в Вооружённых Силах СССР» III степени (1978)[4];
- Медаль «За боевые заслуги» и другие[4];
- Почётный радист СССР (1984)[4];
- Почётный гражданин Байконура[13];
- Лауреат народной премии Челябинской области «Светлое прошлое» (2011)[14].

## Семья
- Отец — Евгений Алексеевич (25 января 1914 — 27 июня 2000) — участник Великой Отечественной войны, работал главным агрономом Тюбукского промсофхоза, директором Тюбукской машино-тракторной станции. Позже руководил совхозом в Кизильском районе. С 1960 по 1976 годы был директором Чебаркульского совхоза, затем начальником Чебаркульского сельхозуправления[2];
- Сестра — Нелли, 1941 года рождения[2];
- Брат — Алексей 1946 года рождения[2];

- Гудилин, Евгений Алексеевич (родился 18 ноября 1969) — российский химик-материаловед, заместитель декана факультета наук о материалах МГУ, член-корреспондент РАН , племянник В. Е. Гудилина;

- Жена — Татьяна Георгиевна Гудилина (родилась 16 февраля 1937 года). Житель блокадного Ленинграда[16][17].

## Память
- С 2018 года проходят традиционные «Гудилинские чтения» в Королёве, Челябинске, Снежинске Челябинской области, в г. Касли, в селе Тюбуки[18][19].
- В 2018 году в городском Совете ветеранов в Галерее славы города Королёв открыта мемориальная доска и экспозиция памяти В. Е. Гудилина[18].